# 1999 SECRET OBJECT
「1999 SECRET OBJECT」（ナインティーンナインティナイン シークレット オブジェクト）は、日本のヘヴィメタルバンド・聖飢魔IIの4枚目の小教典（シングル）。B.D.12年（1987年）11月21日に発布された。

## 解説
本小教典は、4枚目の大教典『BIG TIME CHANGES』と同日発布となった。タイトル曲『1999 SECRET OBJECT』はこの大教典の3曲目にも収録されたが、『地獄への階段（完結編）』はこの大教典には収録されず、これより4年後のB.D.8年（1991年）12月13日発布の極悪集大成盤『愛と虐殺の日々』に収録された。
『地獄への階段』は、第3大教典『地獄より愛をこめて』にはこの途中までという形で収録されており、本小教典に収録されている分はその『完結編』という形である。

## 収録曲
作詞：デーモン小暮、編曲：聖飢魔II
1. 1999 SECRET OBJECT
  - 作曲：Sgt. ルーク篁III世
2. 地獄への階段（完結編）
  - 作曲：デーモン小暮

『デーモン小暮のオールナイトニッポン』（ニッポン放送）のエンディング曲（1987年11月～1988年1月頃）。